# Ronny Claes
Pour les articles homonymes, voir Claes.
Ronny Claes (né le 10 octobre 1957) à Stolberg est un coureur cycliste belge, professionnel au début des années 1980.

## Biographie
Ronny Claes effectue une entrée remarquée dans le peloton professionnel en 1980. Il remporte une étape sur le Tour du Pays basque et le Tour de Romandie. Il est aussi troisième du très éprouvant Liège-Bastogne-Liège remporté par Bernard Hinault. Avant d'abandonner sur le Tour de France  lors de la 18e étape, il prend la deuxième place de la 3e étape.
Ces bons débuts ne seront pas confirmés par la suite, et ses résultats déclineront à partir de 1982. Il mettra un terme à sa carrière en mars 1984.

## Palmarès

### Palmarès amateur
- 1976
  -  Champion de Belgique contre-la-montre par équipes juniors

- 1978
  - Flèche ardennaise
  - 2e de Paris-Roubaix amateurs

- 1979
  - Prologue a (contre-la-montre par équipes), 5e et 6e étapes du Grand Prix Guillaume Tell
  - 4e étape du Tour de l'Avenir
  - 2e de la Flèche ardennaise

### Palmarès professionnel
- 1980
  - 1re étape du Tour du Pays basque
  - 4ea étape du Tour de Romandie
  - 3e de Liège-Bastogne-Liège

- 1981
  - 2e étape du Tour de Belgique
  - 2e du Tour de Belgique
  - 2e de la Flèche côtière
  - 3e du Grand Prix Pino Cerami
  - 5e de Blois-Chaville

## Résultats sur le Tour de France
3 participations 
- 1980 : abandon (18e étape)
- 1981 : 40e
- 1983 : abandon (10e étape)